# Most Mehmeda Zdobywcy
Most Mehmeda Zdobywcy (tur. Fatih Sultan Mehmet Köprüsü), zwany też Drugim Mostem Bosforskim – drogowy most wiszący, jest jednym z trzech mostów położonych nad Cieśniną Bosfor w Stambule w Turcji. Leży na północ od I Mostu Bosforskiego, na południe od Mostu Selima Groźnego (III Mostu Bosforskiego).

## Historia
Most był budowany w latach 1986-1988. Nazwa mostu została nadana na cześć tureckiego sułtana Mehmeda II Zdobywcy, który w roku 1453 zdobył miasto Konstantynopol i włączył je do imperium osmańskiego, i tym samym zakończył istnienie cesarstwa bizantyńskiego.
Długość mostu wynosi 1510 m, a szerokość 39 m. Pylony mostu są wysokie na 105 m, odległość pomiędzy nimi wynosi 1090 m. Jezdnia jest oddalona od lustra wody o około 64 m. Most po oddaniu go do użytku w 1988 roku był szóstym najdłuższym (co do długości przęsła) mostem wiszącym na świecie.